# Orbán László (irodalomtörténész)
Orbán László (Brassó, 1914. február 26. – Budapest, 2016. szeptember 14.) erdélyi magyar irodalomtörténész.

## Életútja
A középiskolát szülővárosában, a Római Katolikus Főgimnáziumban végezte (1930), az I. Ferdinánd Egyetemen Magyar- világtörténelem- archeológia szakos tanári oklevelet szerzett (1938). Pályáját a Gyergyószentmiklósi Állami Gimnáziumban kezdte (1938-39), tanított Gyulafehérváron (1939-40), majd Székelyudvarhelyen, a Róm. Kat. Főgimnáziumban (1940-49), ugyanitt a műszaki középiskola (1949-52), majd a tanítóképző tanára nyugdíjazásáig (1974). 1996-ban Magyarországra költözött.
Kutatási területe: színháztörténet, folklór. A brassói Honterus- gimnázium színlapgyűjteménye és a korabeli brassói sajtó alapján megírta A brassói magyar színészet történetec. tanulmányát, amelynek 1848/49-ig terjedő első részét a Kristóf-emlékkönyv, második részét 1996-ban az Erdélyi Múzeum közölte, függelékben a Brassóban megfordult magyar együttesek műsorrendjével. 1940-44 között iskolája Baróti Szabó Dávid Önképzőkörének vezetője. A diákjaiból szervezett műkedvelő együttes bemutatta a Lövétei székely betlehemest (1943) és az Iglói diákokat (1946). A Székelyföld, Moldva, Hétfalu területéről tanítványaival mintegy ötezer népköltészeti alkotást gyűjtött, köztük hét eredeti népballadát (Csáki Mariska; Molnár Anna; Endre bíró lánya; Nem vagyunk mi betyárok; Firtos Rózsi; Farkas Julcsa; Gyilkosság a Rikában). A gyűjtött anyagból válogatást közölt a helybeli Diákszó és a Hargita (1970); a balladák bekerültek a Jávorfa muzsika (1965) c., Faragó József gondozta gyűjteményes kiadásba, s jó részük a kolozsvári folklórintézet letéteit gazdagítja.

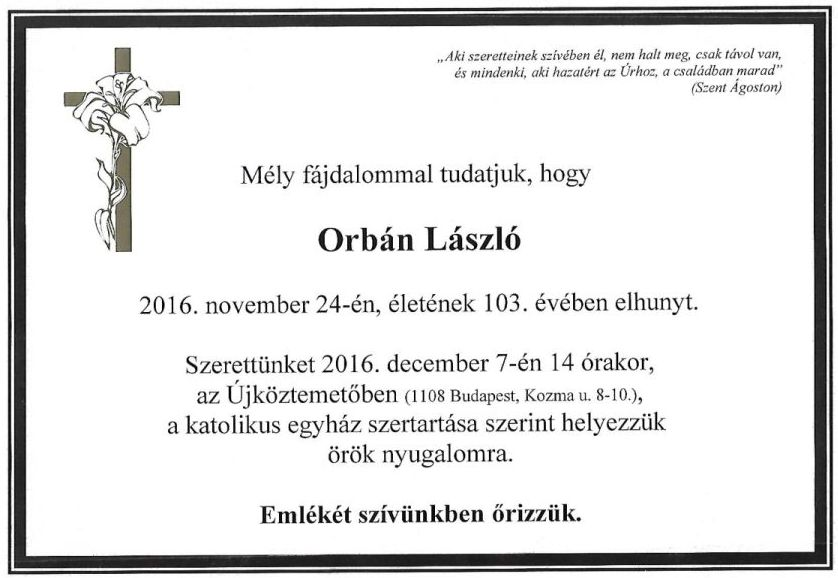
Orbán László gyászjelentése